# Porezkoje (Tschuwaschien)
Porezkoje (russisch Поре́цкое; tschuwaschisch Пӑрачкав) ist ein Dorf (selo) in der Republik Tschuwaschien in Russland mit 5825 Einwohnern (Stand 14. Oktober 2010).

## Geographie
Der Ort liegt etwa 120 km Luftlinie südwestlich der Republikhauptstadt Tscheboksary, gut zehn Kilometer von der Grenze zur westlich benachbarten Oblast Nischni Nowgorod und etwas weiter zur südwestlich gelegenen Republik Mordwinien. Er befindet sich am linken Ufer des rechten Wolga-Nebenflusses Sura.
Porezkoje ist Verwaltungszentrum des Rajons Porezki sowie Sitz und einzige Ortschaft der Landgemeinde Porezkoje selskoje posselenije.

## Geschichte
Der Ort wurde erstmals 1616 urkundlich als bereits größere russische Ansiedlung erwähnt, die vermutlich schon bald nach Beendigung der Moskau-Kasan-Kriege 1552 entstanden war. Der Ort gehörte zum Ujesd Alatyr, der im Verlauf des 18. Jahrhunderts zeitweise zu den Gouvernements Kasan und Nischni Nowgorod gehörte, ab 1780 schließlich zur Statthalterschaft, ab 1796 Gouvernement Simbirsk.
Mit Bildung der Tschuwaschischen ASSR am 21. April 1925 aus der seit 1920 existierenden Tschuwaschischen Autonomen Oblast wurde der Ujesd Alatyr dieser angeschlossen. Am 5. September 1927 entstand durch Ausgliederung aus dem Ujesd Alatyr der Porezki rajon mit Verwaltungssitz in Porezkoje.

### Bevölkerungsentwicklung
| Jahr | Einwohner |
| ---- | --------- |
| 1939 | 6187      |
| 1959 | 5217      |
| 1970 | 5515      |
| 1979 | 6140      |
| 1989 | 6502      |
| 2002 | 6482      |
| 2010 | 5825      |

Anmerkung: Volkszählungsdaten

## Verkehr
Porezkoje wird westlich von der Regionalstraße 97K-001 umgangen, die von Tscheboksary über Schumerlja kommend unterhalb des Ortes die Sura quert und in südlicher Richtung vorbei an Alatyr in die Oblast Uljanowsk führt, dort als 73R-231 weiter zur föderalen Fernstraße R178 Saransk – Uljanowsk bei Surskoje. In Porezkoje zweigt in nordwestlicher Richtung die 97K-011 ab, die sich in der Oblast Nowgorod als 22K-0162 über Sergatsch und Knjaginino bis zur föderalen Fernstraße M7 Wolga östlich von Nischni Nowgorod fortsetzt.
Die nächstgelegene Bahnstation befindet sich gut 40 km nördlich in Schumerlja an der elektrifizierten Eisenbahnstrecke Moskau – Arsamas – Kasan – Jekaterinburg; etwas weiter entfernt in südlicher Richtung liegt der Bahnhof Alatyr an der Strecke Rusajewka – Saransk – Krasny Usel – Kanasch.